# Irihemesznefer
Irihemesznefer (ỉrỉ-ḥms-nfr, görög nevén Arensznuphisz) az ókori egyiptomi vallás egyik istene. Meroéban tisztelték, valószínűleg dél-egyiptomi származású. Nevének jelentése: „a jó társ”; philaei templomában Ízisz kísérőjének nevezik. Időnként azonosítják Suval vagy Anhurral, ikonográfiájuk is hasonló; ábrázolása rendszerint tollas koronát viselő férfi, kezében időnként lándzsát tart. Anhurral való azonosítása miatt néha oroszlán alakjában is megjelenhet, az ismert oroszlánelőfordulása a philaei Ízisz-szentélyben van.

## Kultusza és mítosza
Mítosza a Napszem-mítoszhoz hasonló, talán annak egy késői változata. Egy haragos oroszlánistennőt – általában Tefnutot vagy Íziszt – kíséri útján Thottal együtt, ebből ered a neve is. A „jó társ” útközben segített az embereken, ezért vadászó férfi vagy krokodilra taposó férfi képében is feltűnik.
Először az i. e. 3. századból van adat kultuszáról, a núbiai Muszawwarat esz-Szufrából. A görög-római korban terjedt el Núbia Egyiptom uralta területén is. IV. Ptolemaiosz és Arkamaniqo meroéi uralkodó közösen építtetett szentélyt neki Philae szigetén.